# Felix Bacher
Felix Bacher (* 25. Oktober 2000) ist ein österreichischer Fußballspieler.

## Karriere

### Verein
Bacher begann seine Karriere beim SC Schwaz. 2011 wechselte er in die Jugend des FC Wacker Innsbruck. 2014 kam er in die AKA Tirol, in der er fortan sämtliche Altersklassen durchlief.
Ab der Saison 2018/19 gehörte er dem Kader der Zweitmannschaft seines Stammklubs FC Wacker Innsbruck an. Sein Debüt in der 2. Liga gab er im Juli 2018, als er am ersten Spieltag jener Saison gegen den FC Juniors OÖ in der 63. Minute für Matthäus Taferner eingewechselt wurde. Zur Saison 2019/20 rückte er in den Kader der ersten Mannschaft von Wacker Innsbruck. Nach 15 Einsätzen in der 2. Liga für die erste Mannschaft wechselte er im Jänner 2020 nach Deutschland zur zweiten Mannschaft des SC Freiburg. In eineinhalb Jahren in Freiburg kam er zu 23 Regionalligaeinsätzen für die zweite Mannschaft, mit der er am Ende der Saison 2020/21 in die 3. Liga aufstieg.
Zur Saison 2021/22 kehrte er allerdings nach Österreich zurück und schloss sich dem Bundesligisten WSG Tirol an. In drei Jahren kam er zu 75 Einsätzen in der Bundesliga. Nach der Saison 2023/24 verließ er die WSG.
Zur Saison 2024/25 wechselte Bacher anschließend nach Portugal zur GD Estoril Praia, bei der er einen bis 2026 laufenden Vertrag erhielt.

### Nationalmannschaft
Im März 2018 debütierte Bacher in einem Testspiel gegen die Ukraine für die österreichische U-18-Auswahl. Im August 2018 absolvierte er gegen Zypern sein erstes Spiel für die U-19-Mannschaft. Im Juni 2019 spielte er gegen die Schweiz erstmals für die U-20-Mannschaft.